# Ptolemeu Filadelfo (filho de Cleópatra)
Ptolemeu Filadelfo (36 a.C. — após 29 a.C.), filho de Cleópatra VII e Marco António
Ptolemeu Filadelfo foi o filho caçula de Cleópatra VII e Marco António, irmão de Cleópatra Selene II e Alexandre Hélio, meio-irmão de Ptolomeu XV (Cesarião) por parte de mãe, e de Antónia de Esmirna, Antilo, Iulo, Antónia Maior e Antónia Minor por parte de pai.
Nasceu em 36 a.C, após o reencontro dos pais em Antioquia. Após o reencontro, Marco António foi para a Arménia dar início à sua campanha militar contra a Pártia, e Cleópatra VII voltou para o Egito após inspecionar suas novas possessões territoriais que haviam sido dadas por Marco António para selar a união.
Durante as Doações de Alexandria, no final de 34 a.C., a seguir à conquista da Arménia, Ptolemeu Filadelfo tornou-se o governante da Fenícia, Síria e Cilícia.
Após a morte dos pais em 30 a.C, foi levado para Roma ao lado dos irmãos Cleópatra Selene e Alexandre Hélio, e em 29 a.C, desfilou como prisioneiro de guerra no Triunfo de Otávio, em seguida, os 3 irmãos foram incorporados às crianças da família de Otávio, sendo criados por Otávia, irmã deste e ex-esposa de Marco António.
Segundo Dião Cássio, Ptolemeu Filadelfo e Alexandre Hélio teriam sido libertados por Otávio, por volta de 25 a.C, na ocasião do casamento de Cleópatra Selene com Juba II da Mauritânia, tendo ido junto com a irmã para seu novo reino no norte da África.